# Nederlandse kampioenschappen schaatsen afstanden 2022
De Nederlandse kampioenschappen afstanden 2022 (met de officiële naam Daikin NK Afstanden 2022) in het langebaanschaatsen vonden van 29 tot en met 31 oktober 2021 plaats op de overdekte schaatsbaan Thialf in Heerenveen, Friesland. Thialf was voor de vijftiende opeenvolgende keer en voor de 23e keer in totaal de locatie voor deze kampioenschappen.
Bij deze NK afstanden (mannen/vrouwen) werden de nationale titels op de afstanden 500, 1000, 1500, 3000 (v), 5000, 10.000 (m) meter en op de massastart vergeven. Naast de nationale titels waren er startplekken voor de wereldbeker te verdienen. Jutta Leerdam (1000 meter) en Irene Schouten (3000 meter én 5000 meter) reden bij dit kampioenschap een baanrecord.

## Programma
| vrijdag 29 oktober                                                           | zaterdag 30 oktober                                                            | zondag 31 oktober                                                                                                |
| ---------------------------------------------------------------------------- | ------------------------------------------------------------------------------ | --- |
| vanaf 16.30 uur                                                              | vanaf 14.10 uur                                                                | vanaf 12.15 uur                                                                                                  |
| 1e 500 meter mannen 1500 meter vrouwen 2e 500 meter mannen 5000 meter mannen | 1e 500 meter vrouwen 1500 meter mannen 2e 500 meter vrouwen 3000 meter vrouwen | 10.000 meter mannen 5000 meter vrouwen 1000 meter mannen 1000 meter vrouwen massastart mannen massastart vrouwen |

## Medailles

### Mannen
| Afstand              | Goud           | Zilver          | Brons           |
| -------------------- | -------------- | --------------- | --------------- |
| 2x500 m (details)    | Kai Verbij     | Dai Dai N'tab   | Hein Otterspeer |
| 1000 m (details)     | Kai Verbij     | Hein Otterspeer | Thomas Krol     |
| 1500 m (details)     | Thomas Krol    | Kjeld Nuis      | Chris Huizinga  |
| 5000 m (details)     | Jorrit Bergsma | Patrick Roest   | Marwin Talsma   |
| 10.000 m (details)   | Jorrit Bergsma | Patrick Roest   | Marwin Talsma   |
| Massastart (details) | Bart Hoolwerf  | Jan Blokhuijsen | Victor Ramler   |

### Vrouwen
| Afstand              | Goud               | Zilver             | Brons               |
| -------------------- | ------------------ | ------------------ | ------------------- |
| 2x500 m (details)    | Jutta Leerdam      | Femke Kok          | Michelle de Jong    |
| 1000 m (details)     | Jutta Leerdam      | Femke Kok          | Ireen Wüst          |
| 1500 m (details)     | Antoinette de Jong | Ireen Wüst         | Jutta Leerdam       |
| 3000 m (details)     | Irene Schouten     | Antoinette de Jong | Carlijn Achtereekte |
| 5000 m (details)     | Irene Schouten     | Sanne in 't Hof    | Carlijn Achtereekte |
| Massastart (details) | Irene Schouten     | Marijke Groenewoud | Evelien Vijn        |